# Phoxacromion
Phoxacromion is een monotypisch geslacht van straalvinnige vissen uit de familie van de grondels (Gobiidae).

## Soort
- Phoxacromion kaneharai Shibukawa, Suzuki & Senou, 2010